# Ка Фроско (Бергамо)
Ка Фроско је насеље у Италији у округу Бергамо, региону Ломбардија.
Према процени из 2011. у насељу је живело 25 становника. Насеље се налази на надморској висини од 504 м.